# Leishmania
Leishmania je rod tripanosoma koji je odgovoran za bolesti lišmanijaze. Njih prenose komarci roda Phlebotomus u Starom svetu, i roda Lutzomyia u Novom svetu. Najmanje 93 vrsta komaraca su potvrđeni ili mogući vektori širom sveta. Primarni domaćini su kičmenjaci; Leishmania obično uzrokuje infekcije kod damana, pasa, glodara, i ljudi.

## Literatura
- Zandbergen et al. "Leishmania disease development depends on the presence of apoptotic promastigotes in the virulent inoculum", PNAS, Sept. 2006 (PDF)
- Shaw J. J. (1969). The haemoflagellates of sloths. H. K. Lewis & Co. Ltd. ISBN 978-0-7186-0318-2 (Full text e-book). Архивирано из оригинала 08. 02. 2009. г. Приступљено 26. 11. 2016.
- Ansari MY, Dikhit MR, Sahoo GC, Das P (2012). „Comparative modeling of HGPRT enzyme of L. donovani and binding affinities of different analogs of GMP”. Int J Biol Macromol. 50 (3): 637—49. PMID 22327112. doi:10.1016/j.ijbiomac.2012.01.010.

## Spoljašnje veze
- The International Leishmania Network (ILN) Архивирано на веб-сајту  (22. септембар 2017) has basic information on the disease and links to many aspects of the disease and its vector.
- A discussion list (Leish-L) is also available with over 600 subscribers to the list, ranging from molecular biologists to public health workers, from many countries both inside and outside endemic regions. Comments and questions are welcomed.
- KBD: Kinetoplastid Biology and Disease, is a website devoted to leishmaniasis, sleeping sickness and Chagas disease (American trypanosomiasis). It contains free access to full text peer-reviewed articles on these subjects. The site contains many articles relating to the unique kinetoplastid organelle and genetic material therein.
- Sexual reproduction in leishmania parasites, short review of a "science"-paper
- World Community Grid: Drug Search for Leishmaniasis Архивирано на веб-сајту  (16. јул 2021)